# Jerzy Cieślik
Jerzy Cieślik – polski ekonomista, profesor nauk ekonomicznych, pracownik naukowy Akademii Leona Koźmińskiego w Warszawie. 

## Życiorys
W 1971 ukończył studia na Wydziale Handlu Zagranicznego Szkoły Głównej Planowania i Statystyki (SGPiS, obecnie Szkoła Główna Handlowa w Warszawie). Tam na podstawie pracy Transfer technologii do krajów rozwijających się przez korporacje międzynarodowe uzyskał stopień doktora nauk ekonomicznych w 1976 i został zatrudniony jako adiunkt w Katedrze Ekonomii Politycznej i Koniunktury Gospodarczej na Wydziale Handlu Zagranicznego SGPiS. W 1988 na podstawie monografii Zarys teorii internacjonalizacji przedsiębiorstwa uzyskał stopień doktora habilitowanego nauk ekonomicznych. 
W latach 1971–1990 był pracownikiem naukowo-dydaktycznym SGPiS/SGH. W tym okresie jego zainteresowania dotyczyły przede wszystkim problemów działania korporacji transnarodowych oraz międzynarodowego transferu technologii. W latach 1971–1973 był członkiem narodowego komitetu założycielskiego AIESEC Polska.
W latach 1977–1989 był konsultantem naukowym w Centrum Informatyki Handlu Zagranicznego zajmującego się gromadzeniem i przetwarzaniem danych statystycznych dotyczących obrotów handlu zagranicznego. W latach 1983–1989 był także konsultantem organizacji międzynarodowych UNIDO, UNCTC oraz Światowej Organizacji Turystyki w krajach Afryki i Azji. Zajmował się głównie problemami transferu technologii do krajów słabiej rozwiniętych raz projektami wdrożeń systemów informatycznych wspierających procesy decyzyjne.
W 1990 został współzałożycielem firmy doradczej Ernst & Young w Polsce. Pracował w niej w latach 1990–2003. Pełnił kolejno funkcje osoby odpowiedzialnej za działy doradztwa gospodarczego, podatkowego oraz usług księgowych. W latach 1996–2000 był prezesem zarządu spółki. W 1997 jako jedna z pierwszych osób w Polsce uzyskał wpis na listę doradców podatkowych.
W 2004 wrócił do pracy naukowej w Akademii Leona Koźmińskiego (ALK). Jest pracownikiem Katedry Przedsiębiorczości i Etyki w Biznesie ALK. Jego zainteresowania badawcze uległy rozszerzeniu o zagadnienia związane z przedsiębiorczością, w tym zwłaszcza rozwój ambitnych form przedsiębiorczości (przedsiębiorczość międzynarodowa, akademicka, technologiczna i innowacyjna), a także internacjonalizację przedsiębiorstw w warunkach transformacji ustrojowej, etyczny wymiar przedsiębiorczości oraz zjawisko samozatrudnienia. Jest założycielem i koordynatorem Sieci Edukacyjnej Innowacyjnej Przedsiębiorczości Akademickiej (SEIPA) oraz koordynatorem doradczo-szkoleniowej części projektu Warszawa Stolicą Ambitnego Biznesu. 
Członek m.in. Rady Naukowej przy Ośrodku Badań Przedsiębiorczością PARP i Stowarzyszenia Organizatorów Ośrodków Innowacji i Przedsiębiorczości w Polsce.
W 2017 prezydent nadał mu tytuł profesora nauk ekonomicznych.
Autor i współautor publikacji naukowych, krajowych i międzynarodowych, dotyczących przedsiębiorczości, innowacji, internacjonalizacji oraz polityki gospodarczej.

## Ważniejsze publikacje
- Jerzy Cieślik, Zaangażowanie międzynarodowe polskich przedsiębiorstw, Akademia Leona Koźmińskiego, Warszawa 2019, ISBN 978-83-89437-70-9
- Jerzy Cieślik, Eugene Kaciak, Andre van Stel, Country-level determinants and consequences of overconfidence in the ambitious entrepreneurship segment, „International Small Business Journal”, Vol. 36, Issue 5, 2018
- Jerzy Cieślik: Entrepreneurship in Emerging Economies: Enhancing its Contribution to Socio-Economic Development. Springer International Publishing, 2017. ISBN 978-3-319-41720-2. Brak numerów stron w książce
- Jerzy Cieślik: Przedsiębiorczość, polityka, rozwój. Warszawa: Wydawnictwo Akademickie Sedno, 2014. ISBN 978-83-7963-016-5. Brak numerów stron w książce
- Jerzy Cieślik, Izabela Koładkiewicz: Wspieranie rozwoju przedsiębiorczości w aglomeracjach miejskich. Poltext, 2014. ISBN 978-83-7561-423-7. Brak numerów stron w książce
- Tadeusz Tyszka, Jerzy Cieślik, Artur Domurat, Anna Macko, Motivation, self-efficacy, and risk attitudes among entrepreneurs during transition to a market economy, „The Journal of Socio-Economics”, Vol. 40, Issue 2, 2011
- Jerzy Cieślik, Eugene Kaciak, The speed of internationalization of entrepreneurial start-ups in a transition environment „Journal of Developmental Entrepreneurship”, Vol. 14, 2009
- Jerzy Cieślik: Przedsiębiorczość dla ambitnych. Jak uruchomić własny biznes. Warszawa: Wydawnictwa Akademickie i Profesjonalne, 2006. ISBN 978-83-60501-04-7. Brak numerów stron w książce
- Jerzy Cieślik, Zarys teorii internacjonalizacji przedsiębiorstwa, Szkoła Główna Planowania i Statystyki, Warszawa 1987

## Odznaczenia
- Krzyż Kawalerski Orderu Odrodzenia Polski (2014)[11]